# 武井优太
武井優太（日语：／ Takei Yuta，2000年11月29日—），日本男子羽毛球運動員，亦為現役日本國家羽毛球隊（A隊）成員。東京都出生，曾就讀於青梅ジュニア、埼玉栄中学校、埼玉栄高校及明治大学，現隸屬於明治大學羽毛球隊。

## 簡歷
2022年4月，武井優太搭档遠藤彩斗出战墨西哥羽毛球國際挑戰賽，在男双準決賽以1比2（21-12、21-23、19-21）惜败于德国的琼斯·拉夫利·詹森/扬·科林·福尔克。同年6月，他与遠藤彩斗出战聖多明哥羽毛球公開賽，在男双决赛以2比0（21-13、21-9）横扫古巴的奧斯萊尼·格雷羅/L·馬丁內斯·帕拉西奧，夺得了第一座国际系列赛公开赛冠军。同年8月，他与遠藤彩斗出战蒙古國羽毛球國際挑戰賽，在男双决赛以2比1（21-14、12-21、21-19）战胜了同胞的井上拓斗/三橋健也，夺得了第一座国际挑战赛公开赛冠军。同年9月，他与遠藤彩斗出战加拿大羽毛球公開賽，在男双决赛以2比0（21-15、21-8）力压队友的井上拓斗/三橋健也，夺得了第一座超级100赛公开赛冠军；值得一提的是两队都是时隔一个月后再次碰面，最终他们对队友取得二连胜并且四强中全部都由日本男双包揽了所有席位。同年11月，他与遠藤彩斗出战挪威羽毛球國際賽，在男双决赛以0比2（19-21、19-21）不敌中华台北的陳子睿/盧震，收获了亚军。同年11月，他与遠藤彩斗出战愛爾蘭羽毛球公開賽，在男双决赛以2比0（21-18、21-12）打败了丹麦的拉斯穆斯·克亞爾/弗雷德里克·瑟高，夺得了第二座国际挑战赛公开赛冠军。

## 主要比賽成績
只列出曾進入準決賽的國際賽事成績：
| 年份   | 賽事                   | 公開賽級別 | 項目     | 拍檔     | 成績   |
| ------ | ---------------------- | ---------- | -------- | -------- | ------ |
| 2022年 | 墨西哥羽毛球國際挑戰賽 | 國際挑戰賽 | 男子雙打 | 遠藤彩斗 | 準決賽 |
| 2022年 | 聖多明哥羽毛球公開賽   | 國際系列賽 | 男子雙打 | 遠藤彩斗 | 冠軍   |
| 2022年 | 蒙古國羽毛球國際挑戰賽 | 國際挑戰賽 | 男子雙打 | 遠藤彩斗 | 冠軍   |
| 2022年 | 加拿大羽毛球公開賽     | 超級100賽  | 男子雙打 | 遠藤彩斗 | 冠軍   |
| 2022年 | 挪威羽毛球國際賽       | 國際系列賽 | 男子雙打 | 遠藤彩斗 | 亞軍   |
| 2022年 | 愛爾蘭羽毛球公開賽     | 國際挑戰賽 | 男子雙打 | 遠藤彩斗 | 冠軍   |

| 2007-2017年 | 首要超級賽 | 超級賽 | 黃金大獎賽 | 大獎賽 | 國際挑戰賽 | 國際系列賽 | 未來系列賽 | 其他 |

| 2018-2026年 | 總決賽 | 超級1000賽 | 超級750賽 | 超級500賽 | 超級300賽 | 超級100賽 | 國際挑戰賽 | 國際系列賽 | 未來系列賽 | 其他 |